# Vacquières
Vacquières (en occitan Vaquièiras) est une commune française située dans le nord-est du département de l'Hérault, en région Occitanie. L'économie de ce village est essentiellement dédiée à la viticulture.
Exposée à un climat méditerranéen, elle est drainée par le Brestalou et par divers autres petits cours d'eau. La commune possède un patrimoine naturel remarquable : un site Natura 2000 (les « hautes garrigues du Montpelliérais »), un espace protégé (les « Costières de Nimes ») et une zone naturelle d'intérêt écologique, faunistique et floristique.

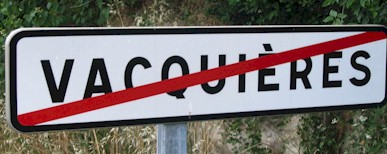

Vacquières est une commune rurale qui compte 757 habitants en 2022, après avoir connu une forte hausse de la population depuis 1975. Elle fait partie de l'aire d'attraction de Montpellier. Ses habitants sont appelés les Vacquiérois et Vacquiéroises.

## Géographie

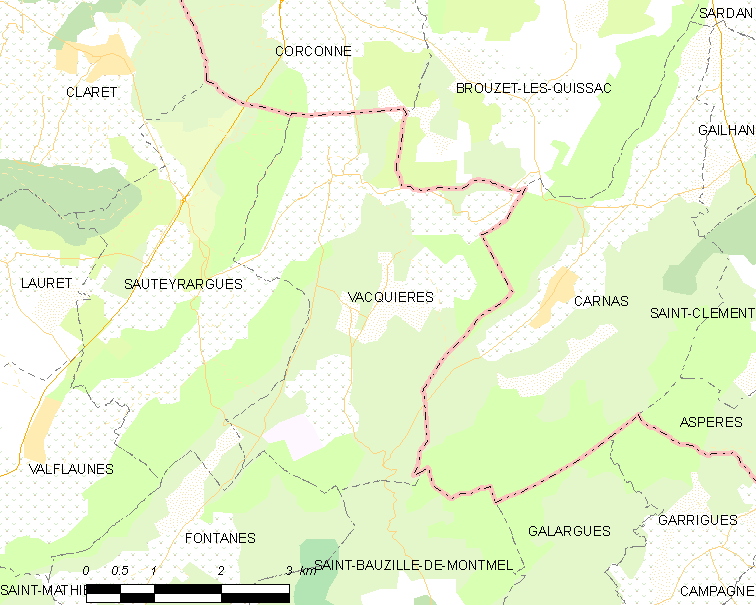
Carte

La commune de Vacquières se situe à l'est du département de l'Hérault, en bordure du département du Gard. Le territoire communal comprend une zone de garrigues. Le village est toutefois cerné de vignobles. L'écart de Babara et le camping Parc Le Duc sont en revanche situés en pleine garrigue.

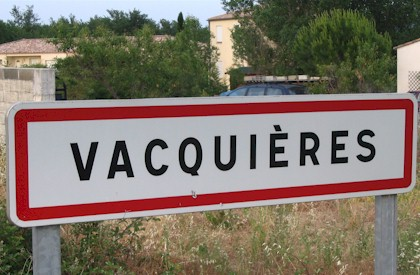

La commune est traversée par le Brestalou, affluent du Vidourle.

### Climat
Pour des articles plus généraux, voir Climat de l'Occitanie et Climat de l'Hérault.
En 2010, le climat de la commune est de type climat méditerranéen franc, selon une étude s'appuyant sur une série de données couvrant la période 1971-2000. En 2020, Météo-France publie une typologie des climats de la France métropolitaine dans laquelle la commune est exposée à un climat méditerranéen et est dans la région climatique  Provence, Languedoc-Roussillon, caractérisée par une pluviométrie faible en été, un très bon ensoleillement (2 600 h/an), un été chaud (21,5 °C), un air très sec en été, sec en toutes saisons, des vents forts (fréquence de 40 à 50 % de vents > 5 m/s) et peu de brouillards.
Pour la période 1971-2000, la température annuelle moyenne est de 13,9 °C, avec une amplitude thermique annuelle de 17 °C. Le cumul annuel moyen de précipitations est de 932 mm, avec 6,8 jours de précipitations en janvier et 3,2 jours en juillet. Pour la période 1991-2020, la température moyenne annuelle observée sur la station météorologique la plus proche, située sur la commune de Vic-le-Fesq à 12 km à vol d'oiseau, est de 14,2 °C et le cumul annuel moyen de précipitations est de 844,7 mm,. Pour l'avenir, les paramètres climatiques de la commune estimés pour 2050 selon différents scénarios d'émission de gaz à effet de serre sont consultables sur un site dédié publié par Météo-France en novembre 2022.

### Milieux naturels et biodiversité

#### Espaces protégés
La protection réglementaire est le mode d’intervention le plus fort pour préserver des espaces naturels remarquables et leur biodiversité associée,.
Un  espace protégé est présent sur la commune : 
les « Costières de Nimes », un terrain acquis (ou assimilé) par un conservatoire d'espaces naturels, d'une superficie de 2 027 ha.

#### Réseau Natura 2000

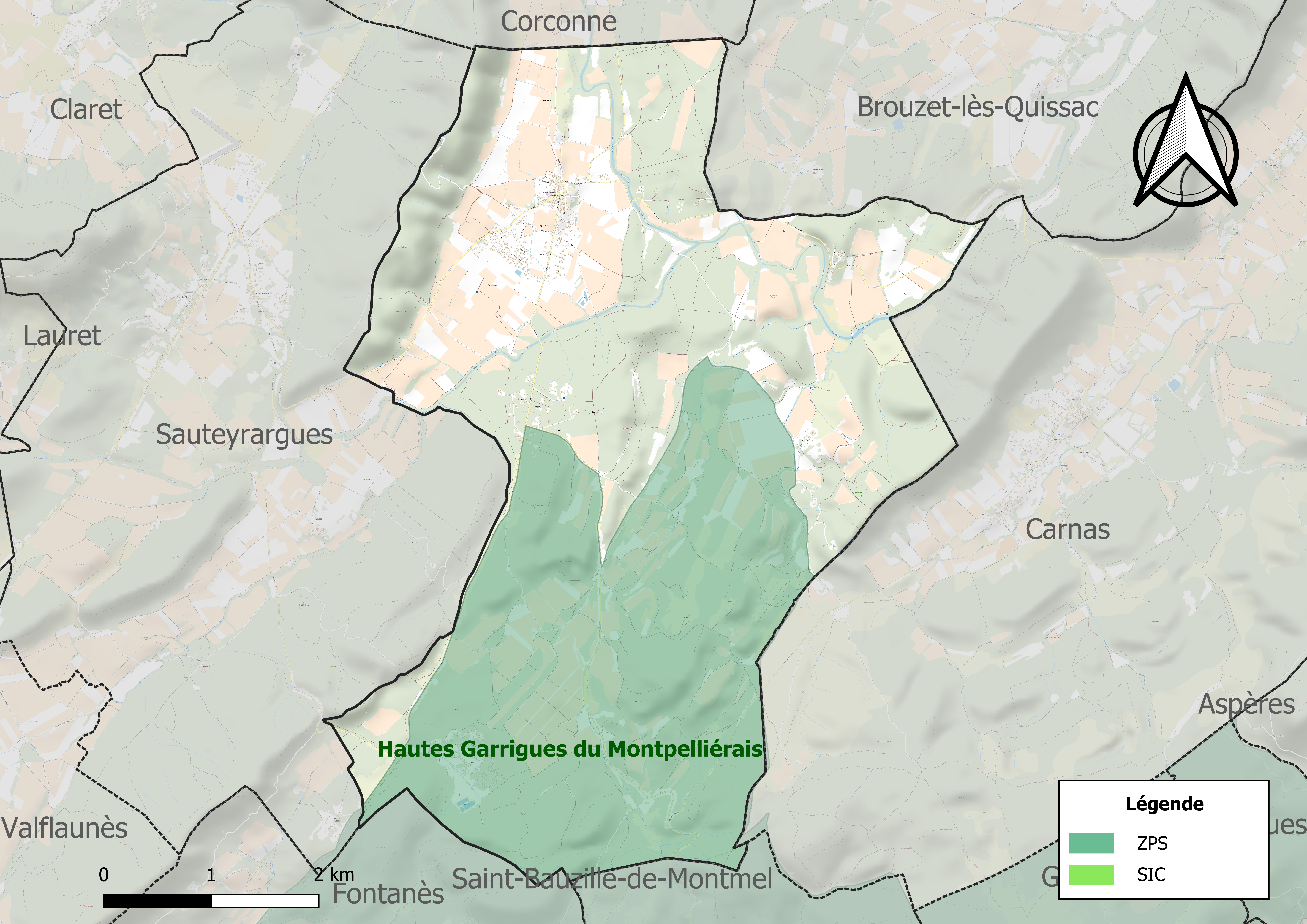
Sites Natura 2000 sur le territoire communal.

Le réseau Natura 2000 est un réseau écologique européen de sites naturels d'intérêt écologique élaboré à partir des directives habitats et oiseaux, constitué de zones spéciales de conservation (ZSC) et de zones de protection spéciale (ZPS).
Un site Natura 2000 a été défini sur la commune au titre  de la directive oiseaux : les « hautes garrigues du Montpelliérais », d'une superficie de 45 444 ha, abritant trois couples d'Aigles de Bonelli, soit 30 % des effectifs régionaux.

#### Zones naturelles d'intérêt écologique, faunistique et floristique

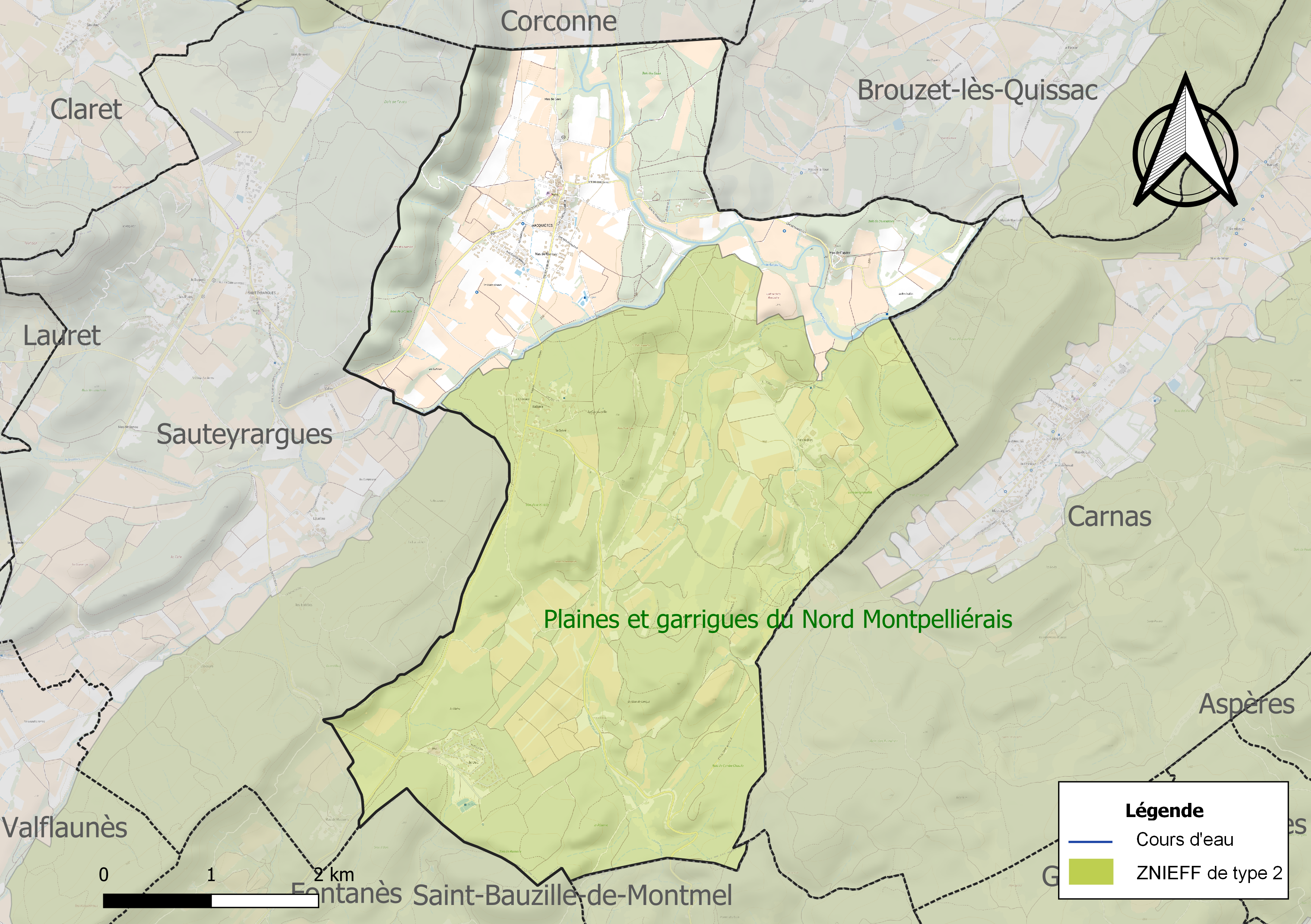
Carte de la ZNIEFF de type 2 localisée sur la commune.

L’inventaire des zones naturelles d'intérêt écologique, faunistique et floristique (ZNIEFF) a pour objectif de réaliser une couverture des zones les plus intéressantes sur le plan écologique, essentiellement dans la perspective d’améliorer la connaissance du patrimoine naturel national et de fournir aux différents décideurs un outil d’aide à la prise en compte de l’environnement dans l’aménagement du territoire.
Une ZNIEFF de type 2 est recensée sur la commune :
les « plaines et garrigues du Nord Montpelliérais » (13 097 ha), couvrant 25 communes dont six dans le Gard et 19 dans l'Hérault.

## Urbanisme

### Typologie
Au 1er janvier 2024, Vacquières est catégorisée bourg rural, selon la nouvelle grille communale de densité à sept niveaux définie par l'Insee en 2022.
Elle est située hors unité urbaine. Par ailleurs la commune fait partie de l'aire d'attraction de Montpellier, dont elle est une commune de la couronne,. Cette aire, qui regroupe 161 communes, est catégorisée dans les aires de 700 000 habitants ou plus (hors Paris),.

### Occupation des sols
L'occupation des sols de la commune, telle qu'elle ressort de la base de données européenne d’occupation biophysique des sols Corine Land Cover (CLC), est marquée par l'importance des forêts et milieux semi-naturels (58,8 % en 2018), en diminution par rapport à 1990 (59,6 %). La répartition détaillée en 2018 est la suivante : 
forêts (48,9 %), cultures permanentes (30,7 %), milieux à végétation arbustive et/ou herbacée (9,9 %), zones agricoles hétérogènes (8,3 %), espaces verts artificialisés, non agricoles (2,2 %). L'évolution de l’occupation des sols de la commune et de ses infrastructures peut être observée sur les différentes représentations cartographiques du territoire : la carte de Cassini (XVIIIe siècle), la carte d'état-major (1820-1866) et les cartes ou photos aériennes de l'IGN pour la période actuelle (1950 à aujourd'hui).

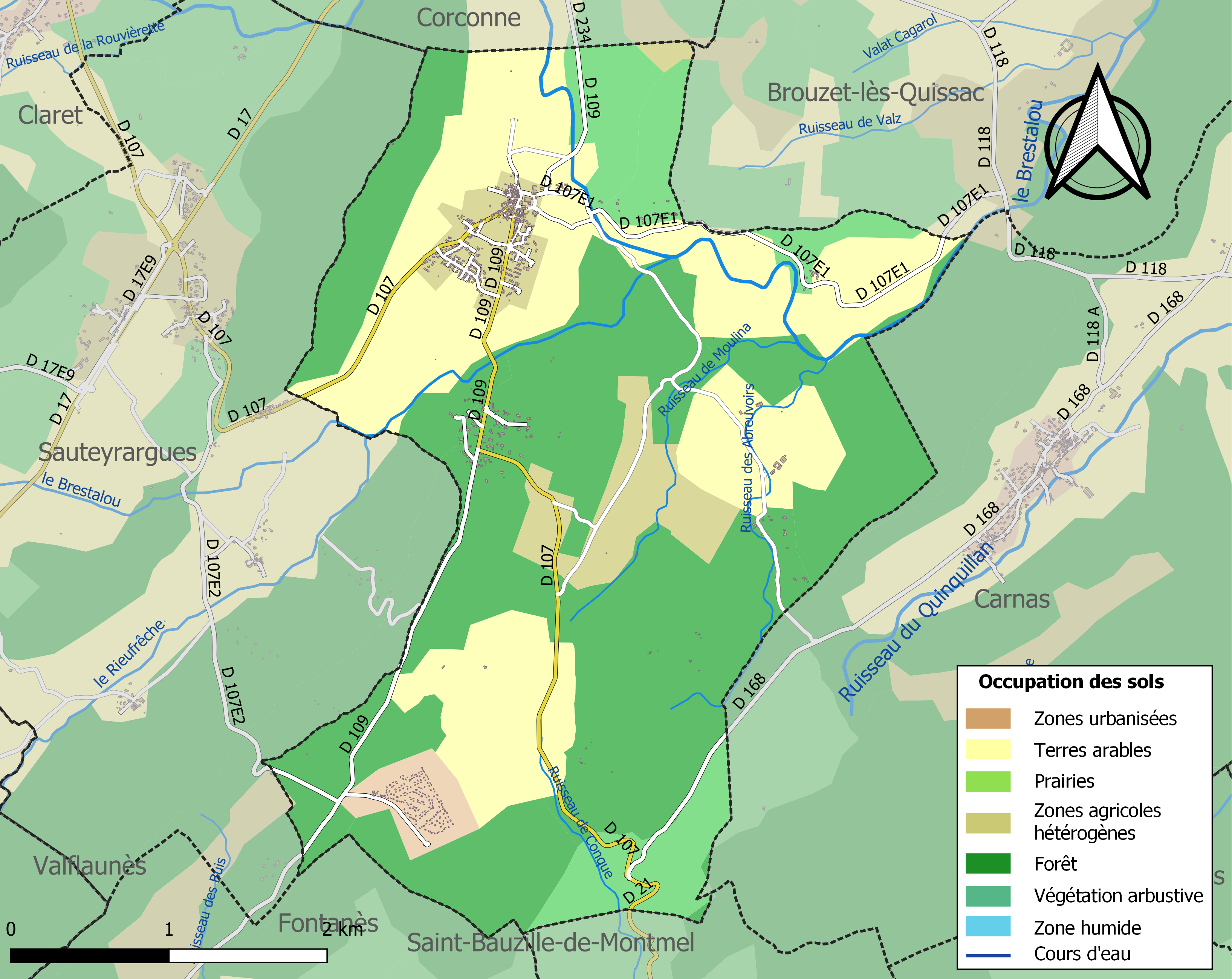
Carte des infrastructures et de l'occupation des sols de la commune en 2018 (CLC).

### Risques majeurs
Le territoire de la commune de Vacquières est vulnérable à différents aléas naturels : météorologiques (tempête, orage, neige, grand froid, canicule ou sécheresse), feux de forêts et séisme (sismicité faible). Un site publié par le BRGM permet d'évaluer simplement et rapidement les risques d'un bien localisé soit par son adresse soit par le numéro de sa parcelle.
Vacquières est exposée au risque de feu de forêt. Un plan départemental de protection des forêts contre les incendies (PDPFCI) a été approuvé en juin 2013 et court jusqu'en 2022, où il doit être renouvelé. Les mesures individuelles de prévention contre les incendies sont précisées par deux arrêtés préfectoraux et s’appliquent dans les zones exposées aux incendies de forêt et à moins de 200 mètres de celles-ci. L’arrêté du 25 avril 2002 réglemente l'emploi du feu en interdisant notamment d’apporter du feu, de fumer et de jeter des mégots de cigarette dans les espaces sensibles et sur les voies qui les traversent sous peine de sanctions. L'arrêté du 11 mars 2013 rend le débroussaillement obligatoire, incombant au propriétaire ou ayant droit,.

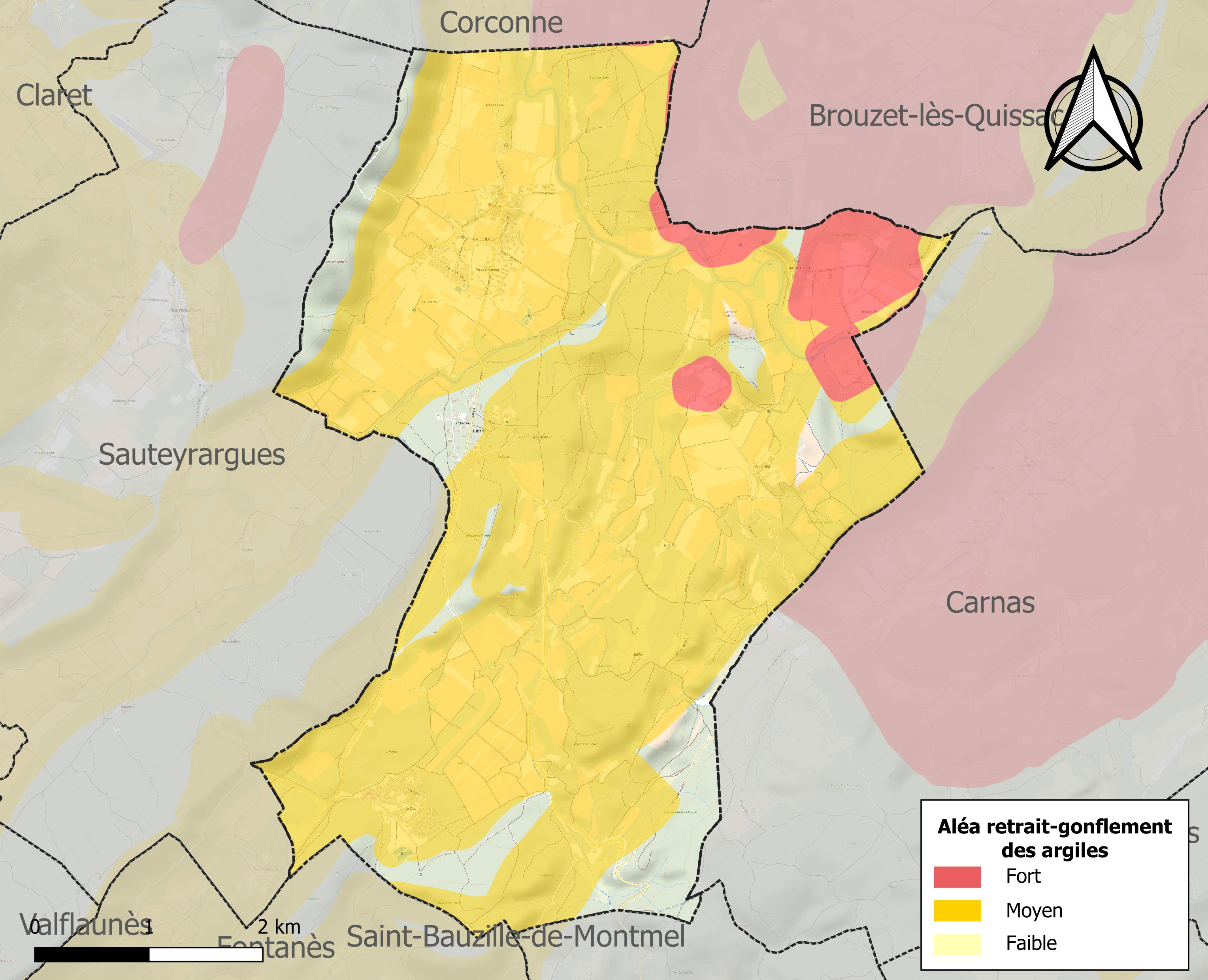
Carte des zones d'aléa retrait-gonflement des sols argileux de Vacquières.

Le retrait-gonflement des sols argileux est susceptible d'engendrer des dommages importants aux bâtiments en cas d’alternance de périodes de sécheresse et de pluie. 88,3 % de la superficie communale est en aléa moyen ou fort (59,3 % au niveau départemental et 48,5 % au niveau national). Sur les 475 bâtiments dénombrés sur la commune en 2019, 456 sont en aléa moyen ou fort, soit 96 %, à comparer aux 85 % au niveau départemental et 54 % au niveau national. Une cartographie de l'exposition du territoire national au retrait gonflement des sols argileux est disponible sur le site du BRGM,.
Par ailleurs, afin de mieux appréhender le risque d’affaissement de terrain, l'inventaire national des cavités souterraines permet de localiser celles situées sur la commune.
La commune a été reconnue en état de catastrophe naturelle au titre des dommages causés par les inondations et coulées de boue survenues en 1982, 1992, 1993, 1994, 2001, 2002, 2005 et 2021.

## Toponymie

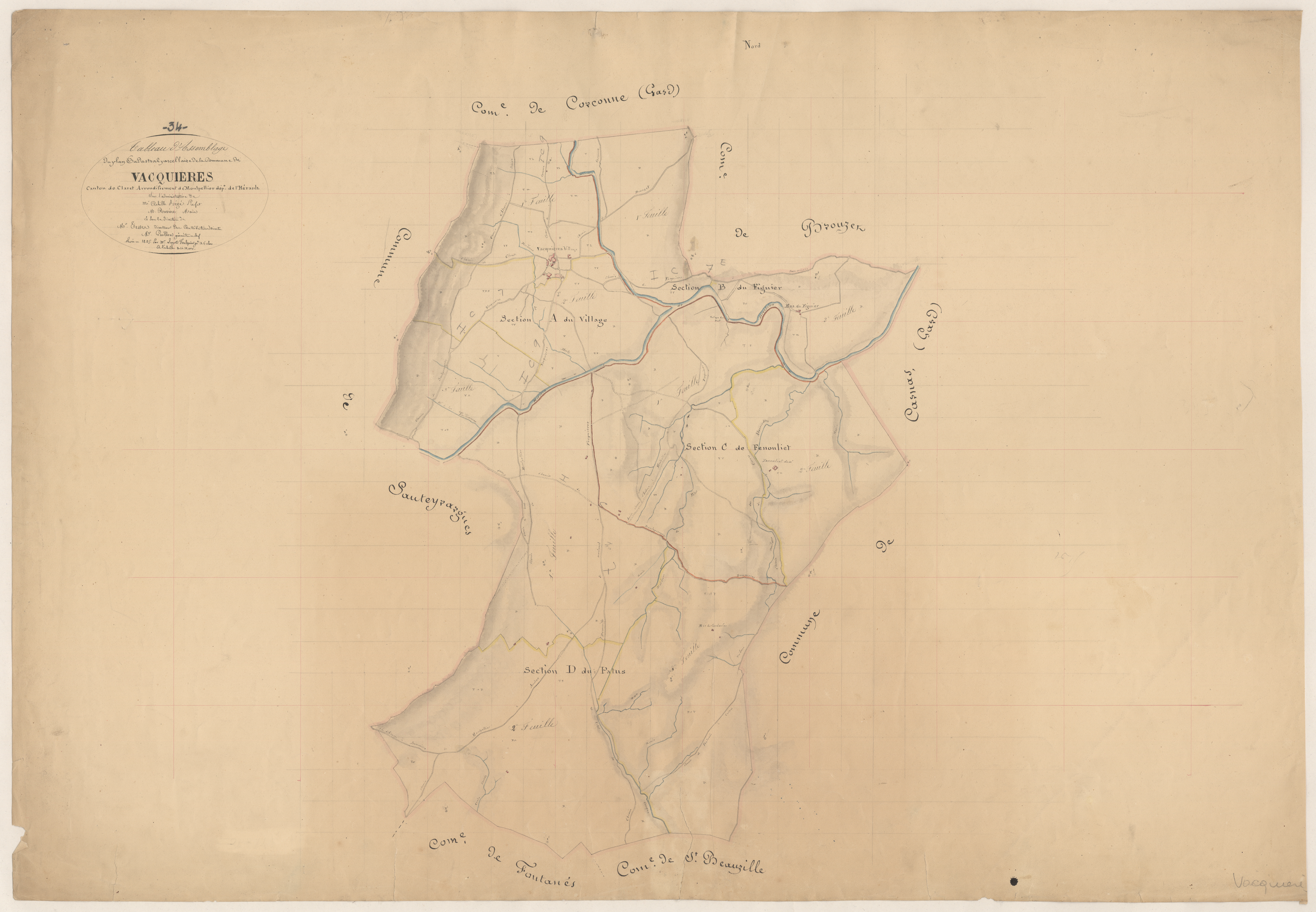
Cadastre napoléonien : tableau d'assemblage (1835).

Attestée sous la forme versus Vaquerias en 1260.
Issue du mot latin vacca « vache » avec  le suffixe –aria, vaccaria lieu d'élevage. Du pluriel de l'occitan vaquièro, vacherie, étable à vaches.

## Histoire
De nombreux silex taillés trouvés sur le territoire de la commune montrent une présence humaine au moins depuis l'âge de pierre. La période gallo-romaine voit l'introduction de la culture de la vigne et laisse des traces archéologiques : poteries et villa gallo-romaine notamment.

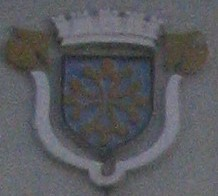

La première mention écrite de Vacquières remonte à 1151. Il s'agit d'un acte du vicomte de Nîmes mentionnant le castrum de Vacheriis et indiquant que le seigneur de ce territoire était Raymond de Vacheriis. En 1168, Jean de Montlaur crée l'hôpital de la Sylve Gautier situé près des quatre chemins du Patus. Il se composait d'une église, d'un hôpital et d'un cimetière. Transformé ensuite en bergerie, il n'en reste que quelques pans de murs aujourd'hui.
Toujours au XIIe siècle, une petite église est érigée sur le site de l'actuelle église communale. Longtemps surnommé le « pont romain », le pont Camaous sur le Brestalou est également construit au XIIe siècle.
Vacquières possède au moins deux verreries en 1572 : une à Fenouillet et l'autre au Patus. Elles fonctionnent jusqu'au milieu du XVIIe siècle.
Un second pont sur le Brestalou est construit en 1766, sur la route de Sommières tandis que l'église est agrandie en 1856. Elle ne conserve que quelques éléments de l'église d'origine qui avait connu nombre d'aménagements entre le XIIe et le XIXe siècle. La loi de séparation de l'église et de l'État de 1905 provoque des remous à Vacquières. Le curé se barricade dans l'église avec ses ouailles chantant des cantiques afin d'éviter l'inventaire des biens d'église. On fait alors appel à la force armée : la porte de l'église est détruite à la hache le 7 mars 1906 pour déloger le curé.
La commune entreprend de conduire l'eau au village en 1897. Un puits municipal alimenté par une éolienne est creusé en 1899. Cette éolienne, toujours debout aujourd'hui, est l'un des symboles de la commune. La construction d'un réservoir municipal est votée en 1904, mais ce projet est retardé en raison de l'opposition du curé qui n'admettait pas l'amputation de son jardin, lieu choisi par le conseil municipal pour édifier ce réservoir. Les travaux s'engagent finalement après l'incident du 7 mars 1906 et la construction est achevée en 1907. Une fontaine sur la place est également érigée.

## Politique et administration
| Période      | Période     | Identité              | Étiquette | Qualité       |
| ------------ | ----------- | --------------------- | --------- | ------------- |
| 1943         | 1965        | Joseph Vezinet        |           |               |
| 1965         | juin 1995   | Georges Duverdier     |           |               |
| juin 1995    | 4 août 2006 | André Panchau         |           |               |
| octobre 2006 | mars 2014   | Denise Gomez          |           |               |
| mars 2014    | En cours    | Jean-Baptiste Panchau | SE        | Fonctionnaire |

## Population et société

### Démographie
L'évolution du nombre d'habitants est connue à travers les recensements de la population effectués dans la commune depuis 1793. Pour les communes de moins de 10 000 habitants, une enquête de recensement portant sur toute la population est réalisée tous les cinq ans, les populations de référence des années intermédiaires étant quant à elles estimées par interpolation ou extrapolation. Pour la commune, le premier recensement exhaustif entrant dans le cadre du nouveau dispositif a été réalisé en 2008.

En 2022, la commune comptait 757 habitants, en évolution de +27,66 % par rapport à 2016 (Hérault : +7,49 %, France hors Mayotte : +2,11 %).
| 1793 | 1800 | 1806 | 1821 | 1831 | 1836 | 1841 | 1846 | 1851 |
| ---- | ---- | ---- | ---- | ---- | ---- | ---- | ---- | ---- |
| 182  | 160  | 202  | 204  | 248  | 257  | 291  | 318  | 284  |

| 1856 | 1861 | 1866 | 1872 | 1876 | 1881 | 1886 | 1891 | 1896 |
| ---- | ---- | ---- | ---- | ---- | ---- | ---- | ---- | ---- |
| 308  | 289  | 282  | 292  | 286  | 244  | 294  | 276  | 282  |

| 1901 | 1906 | 1911 | 1921 | 1926 | 1931 | 1936 | 1946 | 1954 |
| ---- | ---- | ---- | ---- | ---- | ---- | ---- | ---- | ---- |
| 260  | 261  | 250  | 241  | 236  | 242  | 217  | 242  | 211  |

| 1962 | 1968 | 1975 | 1982 | 1990 | 1999 | 2006 | 2008 | 2013 |
| ---- | ---- | ---- | ---- | ---- | ---- | ---- | ---- | ---- |
| 187  | 181  | 174  | 191  | 231  | 293  | 390  | 418  | 469  |

| 2018 | 2022 | - | - | - | - | - | - | - |
| ---- | ---- | - | - | - | - | - | - | - |
| 710  | 757  | - | - | - | - | - | - | - |

### Enseignement
Depuis au moins 1690, le village est doté d'une école. À défaut, entre 1793 et 1842, c'est le presbytère de l'église qui fait office d'école. Concernant l'école des filles, on sait qu'elle fut assurée entre 1841 et 1849 par une habitante de la commune qui reçoit l'accord officiel du recteur de l'académie pour tenir ses cours. Les filles sont dotées d'une école flambant neuve en 1874 tandis que les garçons disposent de la leur depuis mars 1849. L'école des filles devient mixte en 1924, puis ferme ses portes en 1926. Garçons et filles se retrouveront à l'ancienne école de garçons, mixte elle aussi depuis 1924. Les cours dispensés dans ces écoles sont d'un niveau élémentaire.
Une nouvelle école est inaugurée le 26 septembre 1992. Cette école accueille les enfants de Vacquières et de la commune voisine de Sauteyrargues.

## Économie

### Revenus
En 2018, la commune compte 264 ménages fiscaux, regroupant 668 personnes. La médiane du revenu disponible par unité de consommation est de 21 850 € (20 330 € dans le département).

### Emploi
|                | 2008   | 2013   | 2018  |
| -------------- | ------ | ------ | ----- |
| Commune        | 6 %    | 8,8 %  | 7,3 % |
| Département    | 10,1 % | 11,9 % | 12 %  |
| France entière | 8,3 %  | 10 %   | 10 %  |

En 2018, la population âgée de 15 à 64 ans s'élève à 465 personnes, parmi lesquelles on compte 80,9 % d'actifs (73,5 % ayant un emploi et 7,3 % de chômeurs) et 19,1 % d'inactifs,. Depuis 2008, le taux de chômage communal (au sens du recensement) des 15-64 ans est inférieur à celui de la France et du département.
La commune fait partie de la couronne de l'aire d'attraction de Montpellier, du fait qu'au moins 15 % des actifs travaillent dans le pôle,. Elle compte 102 emplois en 2018, contre 90 en 2013 et 102 en 2008. Le nombre d'actifs ayant un emploi résidant dans la commune est de 343, soit un indicateur de concentration d'emploi de 29,9 % et un taux d'activité parmi les 15 ans ou plus de 69,4 %.
Sur ces 343 actifs de 15 ans ou plus ayant un emploi, 56 travaillent dans la commune, soit 16 % des habitants. Pour se rendre au travail, 90,7 % des habitants utilisent un véhicule personnel ou de fonction à quatre roues, 1,7 % les transports en commun, 3,8 % s'y rendent en deux-roues, à vélo ou à pied et 3,8 % n'ont pas besoin de transport (travail au domicile).

### Activités hors agriculture

#### Secteurs d'activités
81 établissements sont implantés  à Vacquières au 31 décembre 2019. Le tableau ci-dessous en détaille le nombre par secteur d'activité et compare les ratios avec ceux du département,.
| Secteur d'activité                                                                                        | Commune | Commune | Département |
| Secteur d'activité                                                                                        | Nombre  | %       | %           |
| --- | ------- | ------- | ----------- |
| Ensemble                                                                                                  | 81      | 100 %   | (100 %)     |
| Industrie manufacturière, industries extractives et autres                                                | 4       | 4,9 %   | (6,7 %)     |
| Construction                                                                                              | 19      | 23,5 %  | (14,1 %)    |
| Commerce de gros et de détail, transports, hébergement et restauration                                    | 21      | 25,9 %  | (28 %)      |
| Information et communication                                                                              | 2       | 2,5 %   | (3,3 %)     |
| Activités financières et d'assurance                                                                      | 1       | 1,2 %   | (3,2 %)     |
| Activités immobilières                                                                                    | 8       | 9,9 %   | (5,3 %)     |
| Activités spécialisées, scientifiques et techniques et activités de services administratifs et de soutien | 12      | 14,8 %  | (17,1 %)    |
| Administration publique, enseignement, santé humaine et action sociale                                    | 9       | 11,1 %  | (14,2 %)    |
| Autres activités de services                                                                              | 5       | 6,2 %   | (8,1 %)     |

Le secteur du commerce de gros et de détail, des transports, de l'hébergement et de la restauration est prépondérant sur la commune puisqu'il représente 25,9 % du nombre total d'établissements de la commune (21 sur les 81 entreprises implantées  à Vacquières), contre 28 % au niveau départemental.

#### Entreprises et commerces
Les trois entreprises ayant leur siège social sur le territoire communal qui génèrent le plus de chiffre d'affaires en 2020 sont : 
- Parc Le Duc, terrains de camping et parcs pour caravanes ou véhicules de loisirs (530 k€) ;
- SARL Lara Manuel, travaux de revêtement des sols et des murs (338 k€) ;
- B2Tec, réparation d'ordinateurs et d'équipements périphériques (18 k€).

La viticulture tient une place essentielle dans le paysage et l'économie de la commune. Citons ici Châteaux-Lascaux et le Domaine de l'Abbaye de Fenouillet, mais précisons que de nombreux vignerons vacquiérois sont membres de la coopérative située à Corconne, commune limitrophe située dans le département du Gard. Cette coopérative fut créée en 1939.
La vigne est détruite au début du XVIIIe siècle par le gel provoquant une grave crise de subsistance dans la commune dont la population atteint alors seulement 80 habitants. En 1907, le phylloxera détruit à nouveau les vignes provoquant de nombreux départs de viticulteurs et ouvriers agricoles vers la ville. Nouvelle destruction des vignes en 1956 par le gel. Placée en zone inondable, la plaine de Vacquières connaît également de nombreuses inondations, la dernière en 2003.
Trois verriers perpétuent aujourd'hui la tradition du travail du verre à Vacquières, chacun dans un domaine différent.

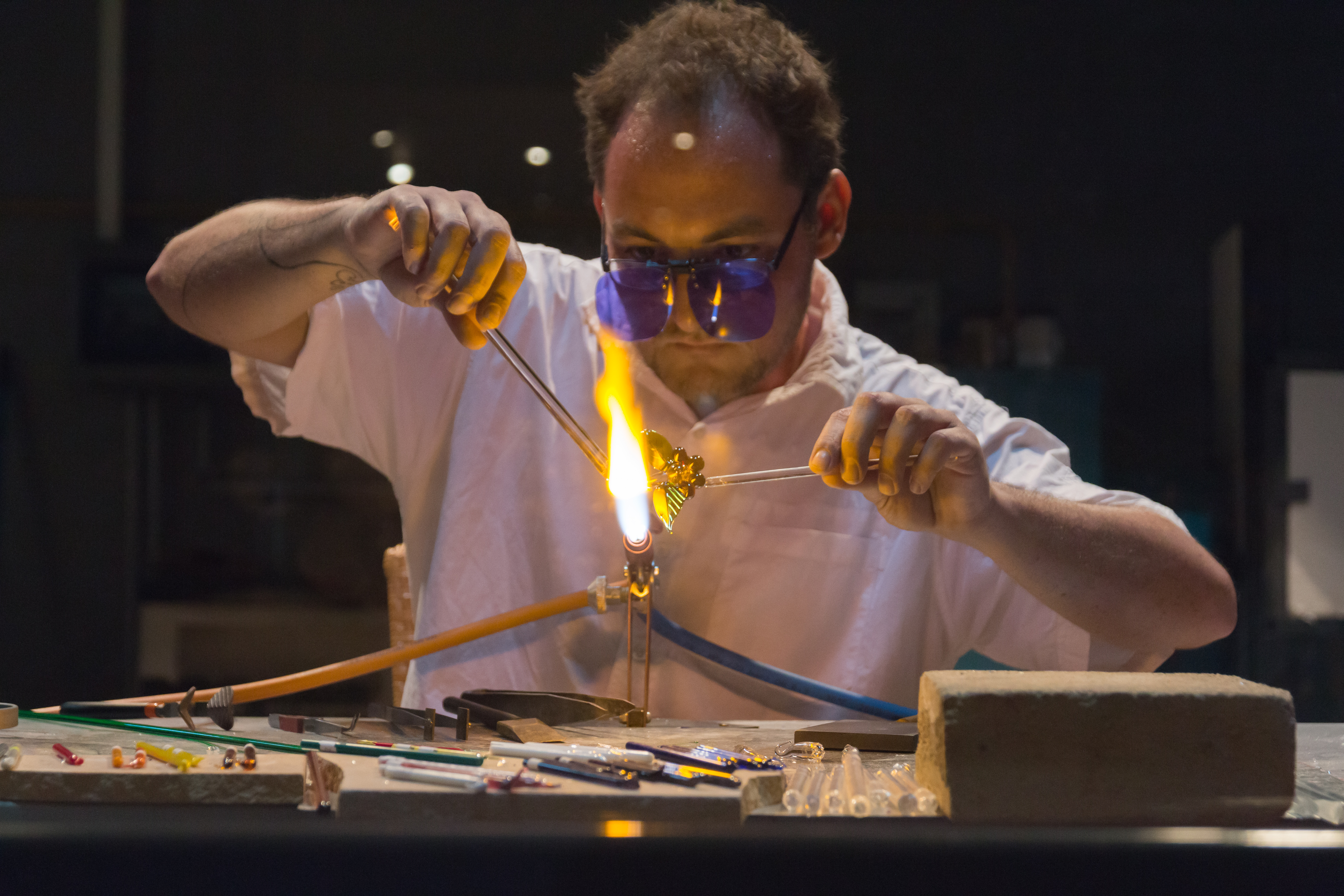
G. Domise, verrier à Vacquières.
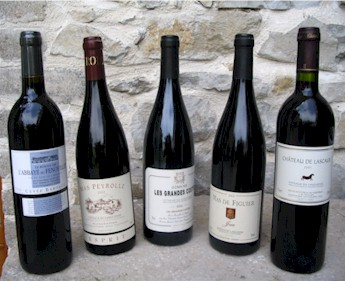
Les vins de Vacquières.

### Agriculture
La commune est dans le « Soubergues », une petite région agricole occupant le nord-est du département de l'Hérault. En 2020, l'orientation technico-économique de l'agriculture  sur la commune est la viticulture.
|               | 1988 | 2000 | 2010 | 2020 |
| ------------- | ---- | ---- | ---- | ---- |
| Exploitations | 23   | 20   | 19   | 19   |
| SAU (ha)      | 382  | 488  | 476  | 458  |

Le nombre d'exploitations agricoles en activité et ayant leur siège dans la commune est passé de 23 lors du recensement agricole de 1988  à 20 en 2000 puis à 19 en 2010 et enfin à 19 en 2020, soit une baisse de 17 % en 32 ans. Le même mouvement est observé à l'échelle du département qui a perdu pendant cette période 67 % de ses exploitations,. La surface agricole utilisée sur la commune est restée relativement stable, passant de 382 ha en 1988 à 458 ha en 2020. Parallèlement la surface agricole utilisée moyenne par exploitation a augmenté, passant de 17 à 24 ha.

## Culture locale et patrimoine

### Lieux et monuments
- Église Saint-Baudile de Vacquières.

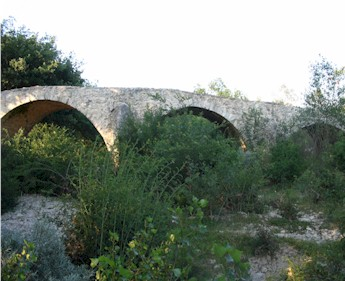
Le pont Camaous.
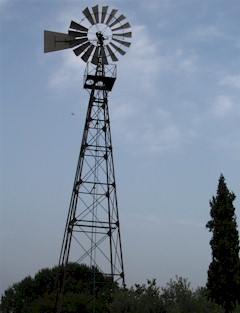
L'éolienne de Vacquières.
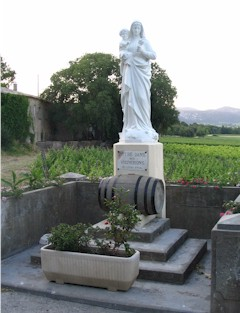
ND des vignerons à Vacquières.
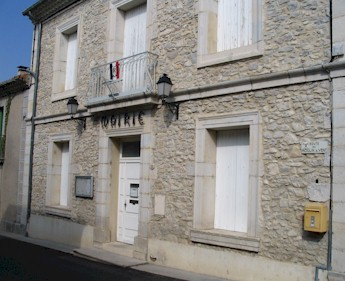
La mairie de Vacquières.

### Héraldique
| Blason de Vacquières | Blason  | De gueules à une vache d'argent cornée, onglée, colletée et clarinée d'azur. |
| Blason de Vacquières | Détails | Le statut officiel du blason reste à déterminer.                             |

## Tourisme
Ville étape du « Chemin des verriers », la commune comprend sur son territoire un parc résidentiel de loisir « Parc le Duc ». Ce terrain essentiellement fréquenté par des Néerlandais, compte 185 bungalows, chalets et mobil-homes.
Outre l'église communale, il convient de signaler ici le « pont romain », à l'écart du village, datant en fait du XIIe siècle.

## Sources
- Le Vacquiérois, bulletin municipal d'information (1998-2006)
- Catherine Delavet, 300 ans d'école primaire à Vacquières, 2003